# تانکر خلا
لجن کش، پیت کش , ماشین تخلیه چاه یا تانکر خلأ
ماشین کامیون تانکر است که پمپ سوارشده رویش دارد و طراحی آن به این شکلی است که فاضلاب یا مدفوع حیوانات، لجن یا مایع را بالای مخزن تانک کامیون فرومی‌کند. برای جمع کردن نخاله ساختمان به جای این دستگاه یک ماشین مکش حفاری suction excavator را استفاده می‌کنند.
بسته به سایز این خودروها چند ده هزار لیتر ظرفیت دارند.
کامیون‌ها را دارای انواع پمپ‌ها پمپ تیغه دورانی، پمپ رینگ-مایع می‌سازند.
اندازه شلنگ‌های مکش معمولاً به‌طور نرمال ۳ اینچ است.
تانکر برای خالی کردن چاه فاضلاب استفاده دارد که بعداً در تصفیه خانه فاضلاب تخلیه می‌کند.
تخلیه مایعات به وسیله این تانکرها برای مخزن‌های پتروشیمی و چاه‌های گاز طبیعی و چاه‌های نفت، پاک کردن آلودگی خاک هم کاربرد دارد.
نسخه مینی یا کوچک این کامیون‌ها ۲۰۰۰ لیتر جا دارد.
حدود دو سوم جمعیت کشورهای توسعه نیافته فاضلاب لوله‌کشی ندارند که این خودروها جزو گزینه‌های راه حل هستند.